# DJ Got Us Fallin' in Love
Singles de Usher featuring Pitbull
There Goes My Baby
(2010) Hot Tottie
(2010)
DJ Got Us Fallin' in Love est une chanson des chanteurs américains Usher et Pitbull.
La chanson est produite par Max Martin et écrit par lui ainsi que Shellback, Savan Kotecha et Armando Christian Pérez. Il est le premier single EP de Usher. La chanson est incluse dans l'album Raymond v. Raymond (Édition Deluxe) deuxième disque. La chanson est sortie en téléchargement numérique le 13 juillet 2010, et envoyé en radio le 20 juillet 2010. 
La chanson est une piste aux sonorités dance, musique électronique, DJ Got Us Fallin' in Love a reçu des critiques très positives saluant notamment son ambiance club et un refrain accrocheur. Le titre est devenu le seizième tube ayant atteint le top 10 aux États-Unis. DJ Got Us Fallin' in Love est également devenu un succès international atteignant le top 10 de plusieurs pays en Australie, en Nouvelle-Zélande, au Canada, au Royaume-Uni, en Irlande, aux Pays-Bas et en Norvège.

## Performance dans les classements
En raison de fortes ventes numériques, la chanson fait ses débuts à la 19e place dans le Billboard Hot 100. La chanson devient le premier titre de sa carrière se classant directement à la 4e place du Billboard Hot 100, derrière on retrouve le titre de 1997 Nice & Slow qui est rentré à l'époque à la 9e place, puis en 1998 My Way à la 8e place, enfin en 2010 le titre OMG au nombre de quatorze.

## Clip vidéo
Le clip est sorti le 25 août 2010, il montre une prestation de danse dans une boite de nuit. Usher se promène dans le club tout en dansant et en chantant. Tout au long de la vidéo, les danseurs environnants sont périodiquement figés dans le temps ou ralentis, tandis qu'Usher continue de danser à vitesse normale.

## Performances en direct
Le 20 août 2010, Usher effectue DJ Got Us Fallin' in Love en direct sur Good Morning America et sur The Early Show. Usher a également interprété la chanson lors des MTV Video Music Awards édition 2010 en medley avec OMG. Il effectue quelques jours plus tard la prestation en direct sur The Ellen DeGeneres Show. Puis DJ Got Us Fallin' in Love est donné en spectacle lors de la finale de la saison de America's Got Talent Saison 5. Usher a également interprété la chanson sur la septième série de The X Factor avec OMG.

## Liste des pistes
| Téléchargement digital 1. DJ Got Us Fallin' in Love (feat. Pitbull) – 3:42 Single digital 1. DJ Got Us Fallin' in Love (feat. Pitbull) – 3:42 2. Lil Freak (Mig & Rizzo Extended Mix) [feat. Nicki Minaj] – 5:36 Australie Remixes digital 1. DJ Got Us Fallin' in Love (feat. Pitbull) – 3:42 2. DJ Got Us Fallin' in Love (Almighty 12 Inch Mix) – 7:41 3. DJ Got Us Fallin' in Love (Almighty Radio Mix) – 3:38 4. DJ Got Us Fallin' in Love (Ad Brown Remix) – 7:36 5. DJ Got Us Fallin' in Love (2 Darc Drum 'n' Bass) – 2:37 6. DJ Got Us Fallin' in Love (2 Darc Funky House Remix) – 3:31 7. DJ Got Us Fallin' in Love (MK Ultras Mix) – 3:34 | États-Unis Remixes iTunes 1. DJ Got Us Fallin' in Love (HyperCrush Remix) – 4:05 2. DJ Got Us Fallin' in Love (Precize Club Mix) – 4:23 3. DJ Got Us Fallin' in Love (Precize Dub) – 4:23 4. DJ Got Us Fallin' in Love (Versatile Club Mix) – 5:54 5. DJ Got Us Fallin' in Love (Versatile Radio Mix) – 4:02 6. DJ Got Us Fallin' in Love (Versatile Dub) – 5:54 7. DJ Got Us Fallin' in Love (DJ Spider & Mr. Best Remix) – 6:07 8. DJ Got Us Fallin' in Love (Jump Smokers Radio Mix) – 4:05 9. DJ Got Us Fallin' in Love (Jump Smokers Club Mix) – 5:13 10. DJ Got Us Fallin' in Love (Dino Roc Radio Mix) – 3:53 |

## Crédits et personnel
- Écrit par Max Martin, Shellback, Savan Kotecha, Armando C. Perez
- Produit par Max Martin, Shellback
- Enregistrement vocaux : Sam Holland, Emily Wright
- Mixage audio - Serban Ghenea

Source 

## Classements et certifications
| Classement (2010)                       | Meilleure position |
| --------------------------------------- | ------------------ |
| Australie (ARIA)                        | 3                  |
| Autriche (Ö3 Austria Top 40)            | 5                  |
| Belgique (Flandre Ultratop 50 Singles)  | 7                  |
| Belgique (Wallonie Ultratop 50 Singles) | 7                  |
| Canada (Hot 100)                        | 2                  |
| Danemark (Tracklisten)                  | 18                 |
| Europe (Hot 100)                        | 3                  |
| Finlande (Suomen virallinen lista)      | 8                  |
| France (SNEP)                           | 3                  |
| Allemagne (Media Control AG)            | 5                  |
| Allemagne (Diffusion radio              | 13                 |
| Hongrie (Rádiós Top 40)                 | 3                  |
| Irlande (IRMA)                          | 6                  |
| Japon (Hot 100)                         | 2                  |
| Pays-Bas (Nederlandse Top 40)           | 5                  |
| Nouvelle-Zélande (RMNZ)                 | 4                  |
| Norvège (VG-lista)                      | 9                  |
| Pologne (Dance Top 50)                  | 19                 |
| Espagne (PROMUSICAE)                    | 11                 |
| Suède (Sverigetopplistan)               | 15                 |
| Suisse (Schweizer Hitparade)            | 4                  |
| Royaume-Uni (UK R&B Chart)              | 3                  |
| Royaume-Uni (UK Singles Chart)          | 7                  |
| États-Unis (Hot 100)                    | 4                  |
| États-Unis (Dance Club Songs)           | 17                 |
| États-Unis (Adult Pop Songs)            | 34                 |
| États-Unis (R&B/Hip-Hop Songs)          | 51                 |
| États-Unis (Pop Airplay)                | 2                  |

| Classement (2010)            | Position |
| ---------------------------- | -------- |
| Australie Singles Chart      | 10       |
| Canada Hot 100               | 20       |
| Pays-Bas Singles Chart       | 37       |
| Europe Hot 100 Singles       | 62       |
| Allemagne (Media Control AG) | 41       |
| Hongrie Airplay Chart        | 53       |
| États-Unis Billboard Hot 100 | 22       |
| États-Unis Pop Songs         | 17       |
| Classement (2011)            | Position |
| États-Unis Billboard Hot 100 | 65       |

| Pays             | Organisme | Certification |
| ---------------- | --------- | ------------- |
| Australie        | ARIA      | 4× Platine    |
| Canada           | CRIA      | 2 × Platine   |
| Allemagne        | BVMI      | Or            |
| Nouvelle-Zélande | RIANZ     | Platine       |
| Suède            | GLF       | Or            |
| Suisse           | IFPI      | Platine       |

## Historique de sortie
| Pays             | Date         | Label                        | Format                            |
| ---------------- | ------------ | ---------------------------- | --------------------------------- |
| Australie        | 25 juin 2010 | LaFace Records, Jive Records | Téléchargement digital            |
| Danemark         | 25 juin 2010 | LaFace Records, Jive Records | Téléchargement digital            |
| France           | 25 juin 2010 | LaFace Records, Jive Records | Téléchargement digital            |
| Allemagne        | 25 juin 2010 | LaFace Records, Jive Records | CD single, Téléchargement digital |
| Irlande          | 25 juin 2010 | LaFace Records, Jive Records | Téléchargement digital            |
| Italie           | 25 juin 2010 | LaFace Records, Jive Records | Téléchargement digital            |
| Pays-Bas         | 25 juin 2010 | LaFace Records, Jive Records | Téléchargement digital            |
| Nouvelle-Zélande | 25 juin 2010 | LaFace Records, Jive Records | Téléchargement digital            |
| Espagne          | 25 juin 2010 | LaFace Records, Jive Records | Téléchargement digital            |
| Suède            | 25 juin 2010 | LaFace Records, Jive Records | Téléchargement digital            |
| Suisse           | 25 juin 2010 | LaFace Records, Jive Records | Téléchargement digital            |
| Royaume-Uni      | 25 juin 2010 | LaFace Records, Jive Records | Téléchargement digital            |
| États-Unis       | 25 juin 2010 | LaFace Records, Jive Records | CD single, Téléchargement digital |
| Japon            | 18 août 2010 | LaFace Records, Jive Records | Téléchargement digital            |

## Parodies

### "Revenge"
Revenge de CaptainSparklez (en), un YouTuber Minecraftien à plus de 10 millions d'abonnées, est une parodie de la chanson DJ Got Us Fallin' in Love en version Minecraft sortie en 2011 sur YouTube avec une animation 3D original et des paroles changé pour correspondre à l'univers du jeu, cette vidéo à eu un succés presque comparable avec plus de 280 millions de vues, ce qui en fait la vidéo sur Minecraft la plus vue de tous les temps. Peu après qu'elle a dépassé le succès de la chanson originale, Usher a porté plainte et la vidéo a été rendue privée.